# Redouan Aalhoul
Redouan Aalhoul (6 april 1992) is een Belgisch voetballer die sinds juli 2018 onder contract staat bij Londerzeel SK. Hij brak door bij FC Brussels maar was minder succesvol bij White Star Bruxelles waar hij zijn contract liet ontbinden.

## Statistieken
| seizoen   | club                 | land   | competitie             | wed | goals |
| --------- | -------------------- | ------ | ---------------------- | --- | ----- |
| 2012/13   | FC Brussels          | België | Tweede Klasse          | 25  | 6     |
| 2013/2014 | White Star Bruxelles | België | Tweede Klasse          | 7   | 0     |
| 2013/2014 | Sint-Truidense VV    | België | Tweede Klasse          | 1   | 0     |
| 2014/15   | Sint-Truidense VV    | België | Tweede Klasse          | 12  | 0     |
| 2015/16   | FCV Dender EH        | België | Derde Klasse           | 36  | 7     |
| 2016/17   | FCV Dender EH        | België | Eerste Klasse Amateurs | 29  | 6     |
| 2017/18   | FCV Dender EH        | België | Eerste Klasse Amateurs | 13  | 0     |
| 2018/19   | Londerzeel SK        | België | Tweede Klasse Amateurs | 30  | 6     |
| 2019/20   | Londerzeel SK        | België | Tweede Klasse Amateurs | 18  | 2     |
| 2020/21   | SK Pepingen-Halle    | België | Tweede afdeling        | 4   | 1     |
| Totaal    | Totaal               | Totaal | Totaal                 | 175 | 28    |